# Augustinerkirche (Landau)

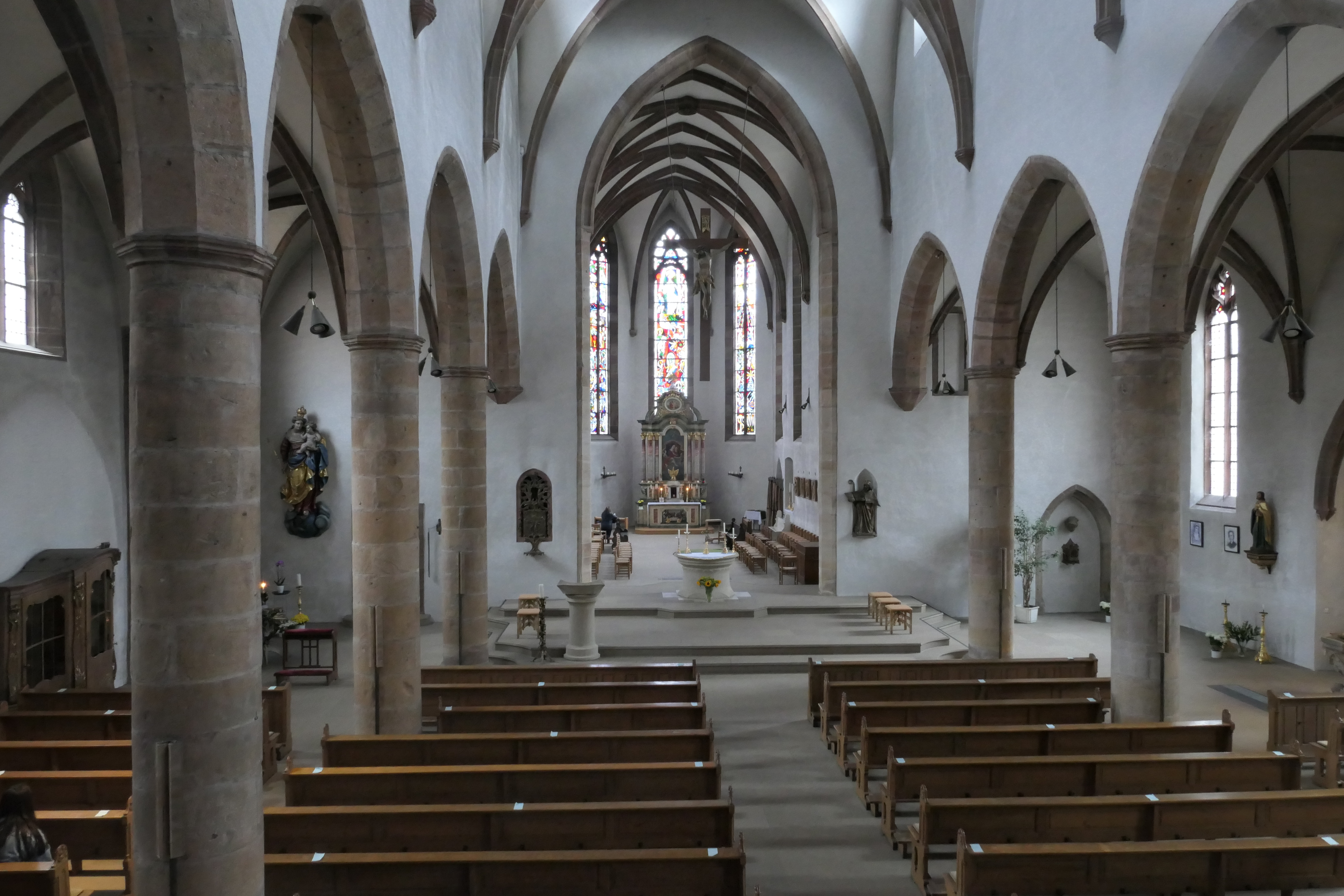
Innenraum

Die Augustinerkirche oder Heilig-Kreuz-Kirche ist eine römisch-katholische Kirche in Landau in der Pfalz, die zugleich eine von zwei Pfarrkirchen bildet. Die einstige Bettelordenskirche steht unter Denkmalschutz.

## Geschichte
Um 1300 ließen sich vor Ort Mitglieder des Augustinerordens nieder. In den Folgejahren errichteten sie das Kirchengebäude, das ihnen fortan als Klosterkirche diente.
Da die Augustinerkirche Anfang des 20. Jahrhunderts für die angewachsene katholische Bevölkerung von Landau zu klein geworden war, wurde die Stadtpfarrkirche St. Maria in der Südstadt errichtet.
Bis Ende 2015 fungierte sie als Pfarrkirche für die ausschließlich innerhalb der Stadtgrenzen ansässige Pfarrei Hl. Kreuz, seit 2016 hat sie dieselbe Funktion für die neu gebildete Pfarrei Hl. Augustinus, deren Einzugsgebiet zusätzlich einige Orte im Landkreis Südliche Weinstraße umfasst. Sie gehört zum Dekanat Landau des Bistums Speyer.

## Architektur
Beim Bauwerk handelt es sich um eine gotische dreischiffige Gewölbebasilika, die im Kern vom Anfang des 14. Jahrhunderts stammt. Die derzeitige Gestalt erhielt sich hauptsächlich im Zeitraum von 1405 bis 1413.

## Orgel

### Heutige Orgel
Die heutige Orgel wurde als Rekonstruktion der fast vollständig zerstörten Vorgängerorgel im Jahr 2000 von Gerhard Kuhn Orgelbau errichtet. Sie verfügt über 20 Register auf zwei Manualen und Pedal. Die Disposition lautet:
| I Hauptwerk C–g3 |       |
| Quintade         | 16′   |
| Prinzipal        | 08′   |
| Rohrflöte        | 08′   |
| Oktav            | 04′   |
| Feldflöte        | 02′   |
| Mixtur IV–V      | 1 ⁄3′ |
| Trompete         | 08′   |

| II Rückpositiv C–g3 |       |
| Gedackt             | 08′   |
| Prinzipal           | 04′   |
| Blockflöte          | 04′   |
| Oktav               | 02′   |
| Sesquialter II      | 2 ⁄3′ |
| Zimbel III          | 01⁄2′ |
| Krummhorn           | 08′   |
| Tremulant           |       |

| Pedal C–f1      |        |
| Subbass         | 016′   |
| Oktavbass       | 08′    |
| Gedacktbass     | 08′    |
| Choralbass      | 08′    |
| Rauschpfeife IV | 02 ⁄3′ |
| Posaune         | 016′   |

Die Spiel- und Registertraktur sind elektrisch. Die Windladen sind als Schleifladen ausgeführt.
- Koppeln: II/I, I/P, II/P

- Spielhilfen: zwei freie Kombinationen, Crescendowalze

### Vorgängerorgeln
1949 baute Paul Sattel eine Orgel mit 30 Registern auf ebenfalls zwei Manualen und Pedal für die Augustinerkirche. Die Trakturen waren elektrisch und die Windladen waren als Kegelladen gebaut. Im Rahmen einer umfangreichen Restaurierung der Kirche in den 1960er Jahren, baute Hugo Wehr im Jahr 1967 eine neue Orgel in das alte Gehäuse ein. Sie verfügte über 20 Register und war mit Schleifladen ausgeführt. Durch einen Brand im Jahr 1999 wurde sie stark beschädigt.